# Ixora nana
Ixora nana är en måreväxtart som beskrevs av Elmar Robbrecht och Lejoly. Ixora nana ingår i släktet Ixora och familjen måreväxter. Inga underarter finns listade i Catalogue of Life.